# 大馬士革 (喬治亞州戈登縣)
大馬士革（英語：Damascus）是位於美國喬治亞州戈登縣的一個非建制地區。該地的面積和人口皆未知。

## 地理
大馬士革的座標為34°33′00″N 84°56′09″W / 34.55000°N 84.93583°W，而該地的平均海拔高度為216米（即709英尺）。